# Štepánka Kucerová
Štěpánka Kučerová (gift Nádvorníková), född 18 februari 1908 i dåvarande Tjeckoslovakien, död 21 januari 1999, var en tjeckoslovakisk friidrottare med kastgrenar som huvudgren. Kucerová var flerfaldig tjeckisk mästare och blev medaljör vid den andra Damolympiaden 1926 och var en pionjär inom damidrott.

## Biografi
Štepánka Kucerová föddes i dåvarande Tjeckoslovakien, i ungdomstiden blev hon intresserad av friidrott och gick 1925 med i idrottsföreningen "Achilles Brno" i Brno, 1926 tävlade hon för "SK Moravská Slavia" och från 1927 för "SK Židenice" alla i Brno. Hon tävlade i diskuskastning, kortdistanslöpning och medeldistanslöpning. Senare spelade hon även handboll och tennis. Åren 1925 och 1926 deltog Kucerová även i 2 landskamper i det tjeckiska damlandslaget i friidrott.
1925 deltog Kucerová i sina första tjeckiska mästerskap i friidrott (Mistrovství Československa v atletice / Mistrovství ČSR) 15-16 augusti i Prag, då tog hon silvermedalj i löpning 100 meter (efter Marie Mejzlíková II) och bronsmedalj i löpning 60 meter (efter Marie Mejzlíková II och Zdena Smolová) och 
1926 deltog hon åter vid de tjeckiska mästerskapen 31 juli-1 augusti i Brno då hon vann guldmedalj i löpning 250 m och 1000 m, i stafettlöpning 4 x 110 yards (med Ludmila Sychrová, Kučerová som andre löpare, Štěpánka Soudková och Zdena Smolová) och i diskuskastning. Segertiden i löpning 1000 m var också nytt tjeckiskt nationsrekord.
Senare samma år deltog Kucerová vid de andra Kvinnliga Internationella Idrottsspelen 27-29 augusti i Göteborg. Under idrottsspelen vann hon bronsmedalj i stafettlöpning 4 x 110 yards ( med Zdena Smolová, Ludmila Sychrová, Štepánka Kucerová som tredje löpare och Mária Vidláková). Hon tävlade även i löpning 1000 m där hon slutade på en femteplats.
Senare gifte hon sig och drog sig tillbaka från tävlingslivet. Kucerová dog i januari 1999, hon ligger begravd i Roudnice nad Labem i nuvarande Tjeckien.